# Reportageliteratur (China)
Chinesische Reportageliteratur (chinesisch 報告文學 / 报告文学, Pinyin bàogào wénxué – „Reportageliteratur“)bezeichnet nicht-fiktionale Prosa der chinesischen Literatur, die zur Aufklärung und Kritik gesellschaftlicher Vorgänge dienen soll. Die Reportageliteratur ist in China heutzutage besonders einflussreich und entwickelte sich zusammen mit moderner Literatur und Publizistik seit den 1920er-Jahren.
Moderne Reportageliteratur in China ist ein neues Genre, in dem im Augenzeugenbericht Authentizität und erzählende Elemente, objektive Darstellung und subjektive Aussagen verbunden werden. Diese Reportagen sind als Skizzen, Korrespondenz, Briefe, Berichte und Reisebeobachtungen angelegt.
Einer der ersten Autoren der chinesischen Reportageliteratur war Qu Qiubai (1899–1935), der diese in Reiseberichten verfasste. In den 1930er-Jahren erlebte die Reportageliteratur bei linken Schriftstellern eine Blütezeit, da diese hier eine Möglichkeit zur Wirkung sahen, auch angesichts der sozialen Konflikte und der Bedrohung durch Japan.
Ausländische Vorbilder waren für die chinesische Reportageliteratur auch von Bedeutung, so z. B. Egon Erwin Kischs China geheim. In einem Aufsatz von Mao Dun "Über Reportageliteratur" (1937) versuchte dieser, das neue Genre zu definieren und es wurden Vorbilder wie John Dos Passos und John Reed genannt. Eines der wichtigsten Werke der Reportageliteratur war dann die von Mao Dun herausgegebene Reihe Ein Tag in China (Zhongguo de yi ri), in der bekannte Schriftsteller wie Ye Shengtao, Ding Ling, Ba Jin und Zheng Zhenduo Beiträge schrieben, die wahr, aktuell und mit erzählerischen Stilmitteln ausgestattet sein sollten.
Während des Krieges gegen Japan (1937–1945) spielte die Reportageliteratur eine wichtige Rolle bei der Mobilisierung. Später wurden dann in der Volksrepublik China der wirtschaftliche Aufbau und der Koreakrieg thematisiert. Die Reportageliteratur hatte dabei die Funktion, positive Beispiele zu propagieren, eine Funktion die diese Literatur bis in die Gegenwart immer noch hat. Infolge der Hundert-Blumen-Bewegung wurden dann jedoch verstärkt auch negative Beispiele zur Enthüllung von Bürokratismus, Unfähigkeit der Kader und Privilegienmissbrauch genutzt. Die Intention, die Wahrheit zu schreiben und sich ins Leben einzumischen, wurde dabei wesentlich von dem sowjetischen Schriftsteller Oveckin beeinflusst.
Während der Kulturrevolution wurde keine Reportageliteratur mehr geschrieben, und erst in den 1970er- und 1980er-Jahren wurde sie wieder populär, wobei sie nun zum Forum politischer Diskussion und sensibler, tabuisierter Themen wurde. Dabei spielte die Reportageliteratur eine wichtige Rolle bei der Vergangenheitsbewältigung und Diskussion aktueller Probleme wie z. B. der Bevölkerungspolitik, Familienpolitik, Ökologie und Umweltpolitik, Kriminalität und Armut oder Korruption und Machtmissbrauch.
Von besonderer Wichtigkeit waren hierbei Liu Binyan, aber auch Xu Chi und Huang Zongying, die sich gegen den kulturrevolutionären Mystizismus und die ultralinke Politik gegenüber Wissenschaft und Wissenschaftlern wendeten. Hu Ping und Zhang Shengyou machten gleichfalls auf die unzumutbaren Lebensbedingungen der chinesischen Intellektuellen aufmerksam.
Die wichtigste Vertreterin der historischen Reportageliteratur war Dai Qing, die versuchte, das offizielle Geschichtsbild differenziert zu korrigieren. Umweltzerstörung und Ausbeutung der Natur wurden von ihr gleichfalls thematisiert. Andere wichtige Autoren der Reportageliteratur waren z. B. Su Xiaokang, Ke Yan, Li You und Huo Da.
Eine neue Entwicklung stellte der Reportageroman dar (xinwenti xiaoshuo), und ab den 1970er-Jahren wurde die Reportageliteratur auch auf Taiwan populär und einflussreich.